# 本間念流
本間念流（ほんまねんりゅう）とは、馬庭念流の師範家である本間家の系統の馬庭念流。荒木流居合も伝えていた。
上州赤堀村の農民の本間家は浅山一伝流を家伝として伝えていたが、本間仙五郎は13歳で父を失い、貧窮の中で大山志磨之助より荒木流を学び皆伝を得た後、馬庭念流を学び、永代免許を授けられた。
本間仙五郎の努力で、本間家は養蚕や金融業も行う豪農となり、仙五郎は道場「練武館」を赤堀村に開いた。本間仙五郎の死後は、長男の応吉（2代目 仙五郎）が本間家と流儀を継承し、本間家は代々、家業の傍ら本間念流を伝えた。
本間応吉の代に、北辰一刀流の千葉周作が伊香保神社に奉納額を掲げようとしたことによる、馬庭念流と北辰一刀流との争いが起こった。この際に本間応吉は馬庭念流に加勢したという。
本間仙五郎から数えて7代目の本間三郎は、1892年（明治25年）、警視庁撃剣世話掛の内藤高治（北辰一刀流）との群馬県での試合で勝った。翌1893年（明治26年）、本間三郎は東京に行き、警視庁撃剣世話掛たちに試合を挑んだ。結果は、内藤高治、得能関四郎（直心影流）、柴田衛守（鞍馬流）らを次々に破ったが、門奈正（北辰一刀流）にのみ敗れた。
1921年（大正10年）、本間三郎は、大日本武徳会から剣道範士号を授与された。